# Бад Либенштајн
Бад Либенштајн (њем. Bad Liebenstein) град је у њемачкој савезној држави Тирингија. Једно је од 61 општинског средишта округа Вартбург. Према процјени из 2010. у граду је живјело 4.018 становника. Посједује регионалну шифру (AGS) 16063002.

## Географски и демографски подаци
Бад Либенштајн се налази у савезној држави Тирингија у округу Вартбург. Град се налази на надморској висини од 344 метра. Површина општине износи 17,4 km². У самом граду је, према процјени из 2010. године, живјело 4.018 становника. Просјечна густина становништва износи 232 становника/km².

## Међународна сарадња
| Мјесто | Држава    | Врста сарадње | Од    |
| ------ | --------- | ------------- | ----- |
| Треон  | Француска | партнерство   | 1992. |
| Извор  |           |               |       |